# O Fantasma
O Fantasma es una película portuguesa independiente, dirigida por João Pedro Rodrigues y producida por la productora independiente Rosa Filmes, estrenada en 2000.

## Sinopsis
O Fantasma (es: El Fantasma) sigue a un joven que trabaja en la empresa de limpieza urbana, y que tiene una relación muy obsesiva con el sexo y las sensaciones físicas en general.

## Recepción
La película tuvo su presentación internacional como parte de la competencia oficial del Festival Internacional de Cine de Venecia 2000. Fue el ganador del premio a la mejor película en el Festival de Cine Lésbico y Gay de Nueva York y en el Festival de Cine de Entrevues. Es una de las primeras películas portuguesas con estreno comercial en Nueva York. Ricardo Meneses fue nominado al Globo de Ouro de la SIC como mejor actor principal en 2001. La película se hizo notar inmediatamente ya que era la primera película portuguesa que trataba directa y explícitamente un tema homosexual.